# غروب برای یک هیتمن
غروب برای یک هیتمن (به انگلیسی: Dusk for a Hitman) یک فیلم درام جنایی کانادایی به کارگردانی ریموند سنت ژان است که در سال ۲۰۲۳ منتشر شد. در این فیلم اریک برونو در نقش دونالد لاووا، یک قاتل برای باند جنایت برادران دوبوا بازی می کند.  تحت فشار کارآگاه پاتریک برنز (سیلوان مارسل) قرار می‌گیرد تا علیه کارفرمایانش در تحقیقات پلیس شهادت دهد، در حالی که همزمان از او خواسته می‌شود وفاداری خود را به رئیسش کلود دوبوآ ثابت کند.
بازیگران همچنین شامل رز-ماری پررو در نقش فرانسین لاووا، و همچنین الکساندرا پتراچوک، پل زینو، جودیت باریبو، گابریل آن دیزی، چارلز-اوبی هود، یواکیم روبیلار ، بنویت بریر ، شارلوت پوتراس، الکساندر کاستونگوای، سیلوین ماسه، ژان پتیکلرک هستند و ملیسا پلانت نیز در نقش مکمل ایفا نقش کرد.
این فیلم برای اولین بار در ۲۸ فوریه ۲۰۲۳ در قبل از انتشار تجاری آن در ۱۰ مارس نمایش داده شد.
"غروب برای یک هیتمن" در ۱۹ آوریل ۲۰۱۴ در ایالات متحده منتشر شد و بازخوردهای مثبتی دریافت کرد و میانگین امتیاز ۹۰٪ را در سایت گوجه فرنگی  کسب کرد.